# Catochrysops scintilla
Catochrysops (Rysops) scintilla is een vlinder uit de familie van de Lycaenidae. De wetenschappelijke naam van de soort is voor het eerst gepubliceerd in 1877 door Paul Mabille. De verspreiding van de soort is beperkt tot Madagaskar.

## Synoniemen
- Lycaena quadriocularis Saalmüller, 1884[1][2]